# Dó maior
Em teoria musical e harmonia, Dó maior (abreviatura no sistema europeu Dó M e no sistema americano ou sistema de cifras C, em alemão C-dur) é a tonalidade que consiste na escala maior baseada na nota Dó (ou nota tônica C), ou seja, é um conjunto de notas organizadas em sequencia gradual de altura, contendo as notas Dó - Ré - Mi - Fá - Sol - Lá - Si, e a sua armadura não contém acidentes (sem sustenidos e sem bemóis) seguindo o padrão estrutural (ou estrutura intervalar) do modo maior (que possui cinco intervalos de tons e dois intervalos de semitons entre as notas). A sua tonalidade relativa é Lá menor (o VIº de Dó M) e a sua tonalidade paralela é Dó menor.
Dó (I) - T - Ré (II) - T - Mi (III) - st - Fá (IV) - T  - Sol (V)- T - Lá (IV) - T - Si (VII) - st - Dó
A reprodução de áudio não é suportada no seu ''browser''. Você pode descarregar o ficheiro de áudio.
A reprodução de áudio não é suportada no seu ''browser''. Você pode descarregar o ficheiro de áudio.
| Dó |     | Ré |     | Mi |         | Fá |     | Sol |     | Lá |     | Sí |         | Dó |
|    | V   |    | V   |    | V       |    | V   |     | V   |    | V   |    | V       |    |
|    | tom |    | tom |    | semitom |    | tom |     | tom |    | tom |    | semitom |    |

No piano a escala de Dó Maior não é tocado nas teclas pretas, por isso é referida como "escala das teclas brancas". Os compositores escolheram dó maior como chave para peças que abrem formas cíclicas, como: ciclos de prelúdios, fugas, invenções e, estudos.

## Escala relativa
A escala relativa da escala maior, é a escala menor que inicia a partir da sexta nota (grau VI) da escala de Dó Maior, neste caso é a Lá menor; pois estas possuem a mesma armadura de clave (os mesmos acidentes sustenidos e bemóis) e as mesmas notas, são chamadas de "escalas enarmonicamente equivalentes".

## Harmonia

### Graus harmônicos
Na harmonia e na teoria musical, cada grau da escala recebe um nome de acordo com a sua função exercida:
| Grau | Nome           | Nota    |     | Função |
| ---- | -------------- | ------- | --- | --- |
| I    | Tônica         | Dó (C)  | 1T  | determina a tonalidade da música e apresentada no final dela, nota de menor tensão com função de repouso natural ou sensação de finalização.                                                                             |
| II   | Supertônica    | Ré (D)  | 1T  | acima da tônica, duas funções resolutivas: em direção à tônica, ou em direção à mediante. Grau que substitui a subdominante.                                                                                             |
| III  | Mediante       | Mi (E)  | 1st | grau intermediário formando uma terça com a tônica e a dominante. Como a subdominante, é uma nota modal, que determina se está no modo maior ou modo menor.                                                              |
| IV   | Subdominante   | Fá (F)  | 1T  | abaixo da dominante. Tem função de afastamento, com sentido meio-instável, uma forma intermediária sem a estabilidade da tônica e sem a angústia da dominante.                                                           |
| V    | Dominante      | Sol (G) | 1T  | quinto grau a partir da tônica. entre a subdominante e a superdominante. Tem a função de tensão para a entrada da tônica, com a estabilidade.                                                                            |
| VI   | Sobredominante | Lá (A)  | 1T  | acima da dominante. grau intermediário (forma intervalo de terça) entre subdominante e tônica superior. Tem função fraca e, pode substituir a tônica.                                                                    |
| VII  | Sensível       | Si (B)  | 1st | subtônica, quando o intervalo com à tônica superior é de um tom (escala menor natural); sensível quando o intervalo com à tônica superior é de um semitom (escala maior, escala menor harmônica e escala menor melódica) |

### Acorde
O acorde musical básico, também chamado de tríade é um conjunto harmônico formado por três notas musicais (ou graus harmônicos) da escala em questão (que exercem funções específicas estudadas pela Harmonia Funcional), onde as notas são chamadas de tônica (I), mediante (III) e, dominante (V); caracterizada por ter dois intervalos de terças iniciando na nota tônica..
A tríade de Dó M é formada por:
- Tônica: (I grau) nota Dó (C) 132 Hz
- Mediante: (III grau) nota Mi (E) 165 Hz
- Dominante: (V grau) nota Sol (G) 198 Hz

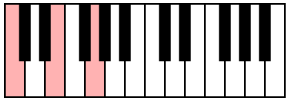
O acorde de tríada de C: do - mi - sol.

| A reprodução de áudio não é suportada no seu ''browser''. Você pode descarregar o ficheiro de áudio. | A reprodução de áudio não é suportada no seu ''browser''. Você pode descarregar o ficheiro de áudio. |

### Campo Harmônico
O campo harmônico pode ser considerado como o conjunto de acordes gerado por cada nota de uma tonalidade, isto é, são montados sete acordes iniciando com as sete notas da escala, o acorde inicia com cada nota da escala usando apenas as notas existentes nessa escala.
Na tonalidade de Dó Maior, sendo a primeira nota o Dó, usando somente as notas da escala de Dó Maior: o acorde C, formado pelas usando o I-III-V nota da escala; iniciando em Dó, teremos Dó-Mi-Sol; qualquer outro acorde de C, como: Cm, Cdim ou C+ teriam notas que não pertencem à escala de Dó Maior.
Como a escala possui sete notas, então todo campo harmônico possui sete acordes, onde Dó Maior terá os seguinte sete acordes no campo harmônico maior: C - Dm - Em - F - G - Am - Bdim. Os acordes formados sempre seguem a seguinte regra:
- I grau: iniciando na tônica, o acorde sempre é maior. C
- II grau: sempre menor. Dm
- III grau: sempre menor. Em
- IV grau: sempre maior. F
- V grau: sempre maior com sétima. G ou G7
- VI grau: sempre menor. Am
- VII grau: sempre diminuto. Bm7(b5) ou BØ ou Bdim

Resumo - maiores: I, IV, e V; menores: II, III, e VI; diminuto: VII. Os acordes do campo harmônico de Lá menor serão os mesmo do campo de Dó Maior.
| Nota início | Tríade I-III-V | Acorde |
| ----------- | -------------- | ------ |
| Dó (Iº)     | Dó-Mi-Sol      | C      |
| Ré (IIº)    | Ré-Fa-Lá       | Dm     |
| Mi (IIIº)   | Mi-Sol-Sí      | Em     |
| Fá (IVº)    | Fá-La-Dó       | F      |
| Sol (Vº)    | Sol-Sí-Ré      | G      |
| Lá (VIº)    | Lá-Dó-Mí       | Am     |
| Sí (VIIº)   | Sí-Re-Fá       | Bdim   |

| ascendente → descendente | 1 | 2 | 3 | 4 | 5 | 6  | 7 | 8 | 7  | 6  | 5 | 4 | 3 | 2 | 1 |
| ------------------------ | - | - | - | - | - | -- | - | - | -- | -- | - | - | - | - | - |
| Escala maior natural     | C | D | E | F | G | Am | B | C | B  | Am | G | F | E | D | C |
| Escala maior harmônica   | C | D | E | F | G | A♭ | B | C | B  | A♭ | G | F | E | D | C |
| Escala maior melódica    | C | D | E | F | G | Am | B | C | B♭ | A♭ | G | F | E | D | C |

| Nome de código    | C | Dm | Em  | F  | G | Am | Bm- 5 | CM7 | Dm7 | Em7  | FM7 | G7 | Am7 | Bm7 -5 | G9 |
| ----------------- | - | -- | --- | -- | - | -- | ----- | --- | --- | ---- | --- | -- | --- | ------ | -- |
| Nona              |   |    |     |    |   |    |       |     |     |      |     |    |     |        | Am |
| Sétima            |   |    |     |    |   |    |       | B   | C   | D    | E   | F  | G   | Am     | F  |
| Quinta            | G | Am | B   | C  | D | E  | F     | G   | Am  | B    | C   | D  | E   | F      | D  |
| Terça             | E | F  | G   | Am | B | C  | D     | E   | F   | G    | Am  | B  | C   | D      | B  |
| Tônica            | C | D  | E   | F  | G | Am | B     | C   | D   | E    | F   | G  | Am  | B      | G  |
| Símbolo de acorde | I | II | III | IV | V | VI | VII   | IM7 | II7 | III7 | IV7 | V7 | VI7 | VII7   | V9 |

Os acordes são pensados na escala maior natural.

## Instrumentos
Dó maior é uma das teclas mais usadas na música. Os instrumentos transpositores Molts, que soam nas duas tonalidades originais, por exemplo, um clarinete B bemol que toca uma escala B bemol maior, está executando também uma escala Dó maior. Uma harpa afinada em dó maior traz seus pedais na posição central.
A gaita, um instrumento portátil fácil de transportar, é simples de tocar, o modelo harmônico cromático na escala de Dó Maior, basicamente dá pra tocar todas as notas de Dó a Si.
No violão, a música em dó maior não é um tom ideal para o instrumento. As três notas do acorde dominante (sol, si re), é possível deixar os acordes suspenso, mas o acorde da tônica não é tão simples.
Grande parte dos exercícios para iniciantes de piano são em Dó maior, pois as teclas brancas do instrumento correspondem às notas da escala de dó maior. permitindo assim trabalhar com as teclas brancas, para as quais a tonalidade também está associada ao aprendizado do piano. Algumas obras se beneficiaram dessa realidade para parodiá-la, por exemplo, os Pianistes peça del Carnaval dels animals de Camille Saint-Saëns ou Graddus ad Parnasum de Children's Corner de Claude Debussy. Mesmo assim, o compositor Frédéric Chopin considerava essa escala a mais difícil de tocar, e tendia a trabalhá-la posteriormente com os alunos. Ele considerou que a mais fácil era a de Si maior, porque a posição das notas brancas e pretas se encaixava melhor com as posições naturais dos dits, iniciando o estudo do piano com esta.

## Composições

### Eruditas expressivas em Dó Maior
- Sinfonias n.º 30, 82 e, segundo movimento da 94 - Joseph Haydn
- Sinfonias n.º 36 e n.º 41 "Júpiter", KV. 551 - Mozart
- Sinfonia n.º 1, Opus 21, quarto movimento e final da Sinfonia n.º 5, Opus 67, a sonata para piano n.º 21 ou Waldstein - Beethoven
- Sinfonia n.º 9 "Grande", D. 944 - Schubert
- Sinfonia n.º 2 - Schumann
- Ópera Die Meistersinger von Nürnberg (a abertura e outras partes) - Wagner
- Sinfonia em Dó - Bizet
- Sinfonia n.º 7, Op. 105 - Sibelius

- Bolero - Ravel

### Outros tipos
- Have You Ever Seen The Rain - Creedence
- I Am A Rock - Simon and Garfunkel
- Himne de la Federació russa
- Great Balls of Fire - Jerry Lee Lewis
- La Bamba - Los Lobos
- Piano Man - Billy Joel
- It's Not Unusual - Tom Jones
- Satin Doll - Duke Ellington
- Superman (tema) - John Williams
- Dammit, All The Small Things - Blink 182
- Like a Rolling Stone - Bob Dylan
- Let It Be - The Beatles
- Super Mario Bros (tema) - Koji Kondo
- Hallelujah - Jeff Buckley (Leonard Cohen)
- I Love to See You Smile - Randy Newman
- Look what you've done - Jet